# Верхнекетский район
Верхнеке́тский район — административно-территориальная единица (район) и муниципальное образование (муниципальный район) на северо-востоке Томской области России, граничит с Красноярским краем.
Административный центр района — рабочий посёлок Белый Яр.

## География
Верхнекетский район приравнен к районам Крайнего Севера.
Верхнекетский район является одним из самых крупных административных единиц Томской области, общая площадь его достигает 43,3 тыс. км². Район расположен в северо-восточной части Томской области. С севера и востока он граничит с Красноярским краем, а с юга и запада — с Тегульдетским, Первомайским, Молчановским, Колпашевским, Парабельским и Каргасокским районами Томской области.
Основная река — Кеть и её притоки: Лисица, Тоголика, Орловка, Чачамга, Утка, Озёрная и другие.
Наиболее крупные озёра: Варгато, Дикое, Якынр, Елань, Минка, Чуринт, Шалиндра и другие.

## История
Постановлением президиума Новосибирского облисполкома от 27 апреля 1939 года № 763 из состава Колпашевского района Нарымского округа был выделен Верхнекетский район с центром в с. Белый Яр. 13 августа 1944 года Нарымский округ был упразднён, а район вошёл в состав новообразованной Томской области.

## Население
| 2002    | 2007    | 2008    | 2009    | 2010    | 2011    |
| ------- | ------- | ------- | ------- | ------- | ------- |
| 18 300  | ↘18 200 | →18 200 | ↘18 151 | ↘17 052 | ↘17 031 |
| 2012    | 2013    | 2014    | 2015    | 2016    | 2017    |
| ↘16 812 | ↘16 752 | ↘16 554 | ↘16 291 | ↘16 092 | ↘15 949 |
| 2018    | 2019    | 2020    | 2021    |         |         |
| ↘15 890 | ↘15 771 | ↘15 761 | ↘14 842 |         |         |

Удельный вес в численности населения области — 1.43 % (2021).

### Урбанизация
В городских условиях (рабочий посёлок Белый Яр) проживают 53,36 % населения района.

### Национальный состав
По данным Росстата:
- все — 17 052
- русские — 15 875 (93,10 %)
- украинцы — 297 (1,74 %)
- татары — 117 (0,69 %)
- селькупы — 101 (0,59 %)
- белорусы — 73 (0,43 %)
- узбеки — 71 (0,42 %)
- удмурты — 69 (0,40 %)
- немцы — 52 (0,30 %)
- башкиры — 41 (0,24 %)
- кеты — 30 (0,18 %)
- чуваши — 27 (0,16 %)
- азербайджанцы — 27 (0,16 %)
- армяне — 26 (0,15 %)

## Муниципально-территориальное устройство
В муниципальный район входят 9 муниципальных образований, в том числе 1 городское поселение и 8 сельских поселений, а также 1 межселенная территория без статуса муниципального образования:
| №        | Муниципальное образование       | Административный центр   | Количество населённых пунктов | Население (чел.) | Площадь (км²) |
| -------- | ------------------------------- | ------------------------ | ----------------------------- | ---------------- | ------------- |
| 1        | Белоярское городское поселение  | рабочий посёлок Белый Яр | 2                             | ↘8010            |               |
| 2        | Катайгинское сельское поселение | посёлок Катайга          | 2                             | ↘1203            |               |
| 3        | Клюквинское сельское поселение  | посёлок Клюквинка        | 1                             | ↘1212            |               |
| 4        | Макзырское сельское поселение   | посёлок Лисица           | 2                             | ↘378             |               |
| 5        | Орловское сельское поселение    | посёлок Центральный      | 2                             | ↘294             |               |
| 6        | Палочкинское сельское поселение | село Палочка             | 3                             | ↘221             |               |
| 7        | Сайгинское сельское поселение   | посёлок Сайга            | 1                             | ↗871             |               |
| 8        | Степановское сельское поселение | посёлок Степановка       | 2                             | ↘1971            |               |
| 9        | Ягоднинское сельское поселение  | посёлок Ягодное          | 3                             | ↘682             |               |
| 9.000001 | межселенная территория          |                          | 1                             |                  |               |

### Населённые пункты
В Верхнекетском районе 19 населённых пунктов.
| №  | Населённый пункт | Тип             | Население | Муниципальное образование       |
| -- | ---------------- | --------------- | --------- | ------------------------------- |
| 1  | Белый Яр         | рабочий посёлок | ↘7920     | Белоярское городское поселение  |
| 2  | Дружный          | посёлок         | ↘129      | Орловское сельское поселение    |
| 3  | Катайга          | посёлок         | ↘1202     | Катайгинское сельское поселение |
| 4  | Клюквинка        | посёлок         | ↘1212     | Клюквинское сельское поселение  |
| 5  | Куролино         | деревня         | ↘0        | межселенная территория          |
| 6  | Лисица           | посёлок         | ↘280      | Макзырское сельское поселение   |
| 7  | Макзыр           | посёлок         | ↘98       | Макзырское сельское поселение   |
| 8  | Максимкин Яр     | деревня         | ↘1        | Степановское сельское поселение |
| 9  | Нибега           | посёлок         | ↘71       | Ягоднинское сельское поселение  |
| 10 | Палочка          | село            | ↘204      | Палочкинское сельское поселение |
| 11 | Полуденовка      | деревня         | ↘90       | Белоярское городское поселение  |
| 12 | Рыбинск          | посёлок         | ↘11       | Палочкинское сельское поселение |
| 13 | Сайга            | посёлок         | ↗871      | Сайгинское сельское поселение   |
| 14 | Санджик          | посёлок         | ↘8        | Ягоднинское сельское поселение  |
| 15 | Степановка       | посёлок         | ↘1970     | Степановское сельское поселение |
| 16 | Тайное           | деревня         | ↘6        | Палочкинское сельское поселение |
| 17 | Усть-Озерное     | село            | →1        | Катайгинское сельское поселение |
| 18 | Центральный      | посёлок         | ↘165      | Орловское сельское поселение    |
| 19 | Ягодное          | посёлок         | ↘603      | Ягоднинское сельское поселение  |

## Экономика
Основа экономики — лесная и деревообрабатывающая промышленность. Другие отрасли — пищевая промышленность, энергетика, строительство, торговля и услуги, сбор дикоросов. Существуют планы разведки запасов нефти на территории района.